# فاطمة سنا شيخ
فاطمة سانا شيخ (بالإنجليزية: Fatima Sana Shaikh) هي ممثلة هندية ولدت في 11 يناير عام 1992م في مدينة حيدر أباد لأب هندوسي وأم مسلمة. تخرجت من كلية ميثيباي في مومباي. ظهرت فاطمة لأول مرة في المسلسل التليفزيوني مسلسل الرعب زي  وظهرت لأول مرة في عالم الافلام في فيلم العمة المحتالة 420  مع الممثل كمال حسن في دور الطفلة بهارتي.

## حياتها الشخصية والعملية
ولدت فاطمة في حيدر أباد يوم 11 يناير عام 1992م لأب هندوسي يُدعي فيبان شارما من جمو وأم مسلمة تُدعي راج تبسم من سريناجر ثم انتقلت في بداية عمرها الي مومباي والتحقت بمدرسة سانت خافير في مومباي لتلقي تعليمها الابتدائي وبعدها التحقت بجامعة مثيباي لتلقي التعليم العالي بدأت فاطمة حياة التمثيل في الأفلام بفيلم شاشي 420 للممثل كمال حسن في عام 1997 في دور الطفلة بهارتي ثم بعد ذلك في عام 1999م شاركت في فيلم بادي دلوالا للممثل سونيل شيتي في دور الصغيرة سنا.وفي عام 2001م شاركت في فيلم ون تو كا فور للنجم شاه روخ خان.وفي عام 2008م ظهرت في فيلم طحان بدور زويا.وفي عام 2009م انتقلت للمشاركة في أوبرا الصابون فشاركت في مسلسل تليفزيوني يُدعي السيدات الخاصة ومن بعده شاركت في مسلسل اجلي جنام موهي بيتيا هي كيجو. وفي عام 2012م شاركت في الفيلم الكوميدي بيتو بوس , وبعده في عام 2013م شاركت في الفيلم الرومانسي أكاش فاني .وفي عام 2016م شاركت في فيلم دانجال (فيلم) مع النجم عامر خان في دور جيتا بوجات ويعد هذا الدور هو أهم وأفضل دور لها والذي جعلها معروفه لدي الكثير من الجمهور.وايضاًفي عام 2018 ستشارك في فيلم عامر القادم سفاحين الهند(فيلم).

## وصلات خارجية
- فاطمة سنا شيخ على موقع IMDb (الإنجليزية)
- فاطمة سنا شيخ على موقع قاعدة بيانات الأفلام العربية
- فاطمة سنا شيخ على موقع قاعدة بيانات الفيلم (الإنجليزية)
- فاطمة سنا شيخ على موقع كينوبويسك (الروسية)